# Truncatipochira ternatensis
Truncatipochira ternatensis är en skalbaggsart som beskrevs av Stefan von Breuning 1963. Truncatipochira ternatensis ingår i släktet Truncatipochira och familjen långhorningar. Inga underarter finns listade i Catalogue of Life.